# 리젤 (텍사스주)

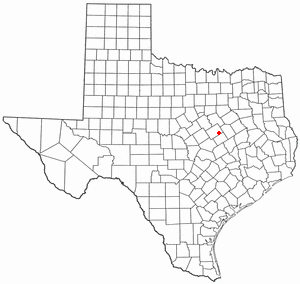

리젤(Riesel)은 미국 텍사스주 맥레넌군의 도시이다. 이 지역의 인구수는 2010년 인구조사 기준으로 총 1,007명으로, 2000년 인구조사 당시 리젤에 거주한 인구 973명에서 조금 더 상승한 수치이다. 웨이코 메트로폴리턴 통계 구역의 일부이다.

## 인구
| 인구조사              | 인구  | Note  | %±    |
| --------------------- | ----- | ----- | ----- |
| 1940년                | 433   |       | —     |
| 1950년                | 409   |       | −5.5% |
| 1960년                | 503   |       | 23.0% |
| 1980년                | 691   |       | —     |
| 1990년                | 839   |       | 21.4% |
| 2000년                | 973   |       | 16.0% |
| 2010년                | 1,007 |       | 3.5%  |
| 2019 (추산)           | 1,037 | [ 2 ] | 3.0%  |
| U.S. Decennial Census |       |       |       |